# トレバー・ローレンス
ウィリアム・トレバー・ローレンス（William Trevor Lawrence, 1999年10月6日 - ）は、アメリカ合衆国テネシー州ノックスビル出身のプロアメリカンフットボール選手。NFLのジャクソンビル・ジャガーズに所属している。ポジションはクォーターバック。

## 経歴

### 大学時代

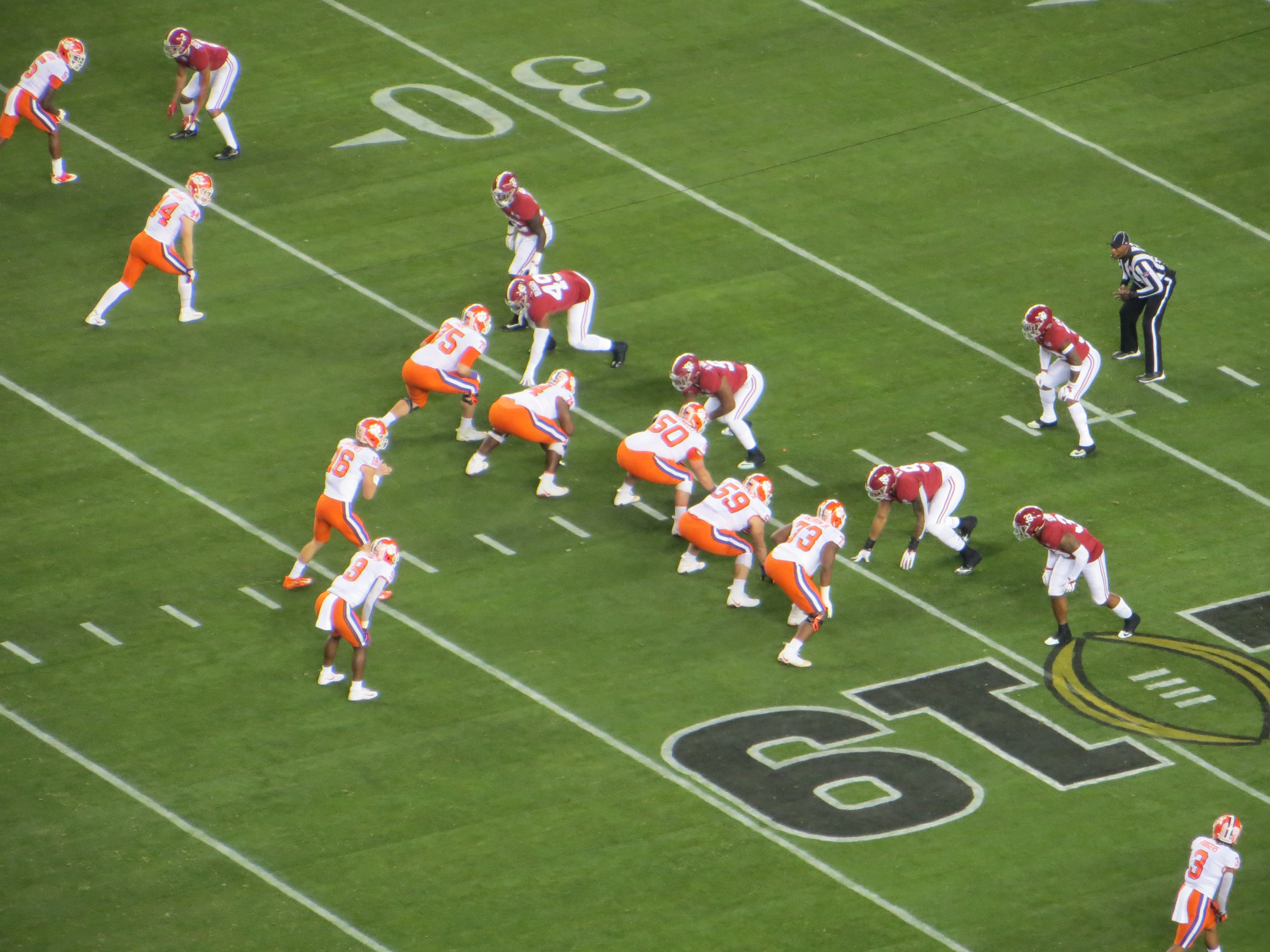
2019年(写真左、16番がローレンス)

2018年にクレムソン大学に入学する。先発QBケリー・ブライアントの控えとして1年目のシーズンをスタートさせたが、シーズン最初の試合では彼と同等の出場機会を与えられた。その後先発の座を定着させ、この年のレギュラーシーズンを無敗で終えた。ACCチャンピオンシップゲームでピッツバーグ大学を42-10で破り、プレイオフへの出場権を獲得した。クレムソン大学はプレイオフで2位となり、同年のコットンボウル・クラシックでは3位のノートルダム大学を30-3で破った。 2019年の全米王者決定戦に進出し、アラバマ大学を44-16で破った。  ローレンスはこの試合のオフェンスMVPに選ばれた。全米王者決定戦で先発した1年生QBとしては、1985年にオクラホマ大学で活躍したジャメル・ホリウェイ以来である。
このシーズン、全米最優秀新人賞とアーチー・グリフィン賞、ACCの最優秀新人賞といった数々の賞を受賞した 。

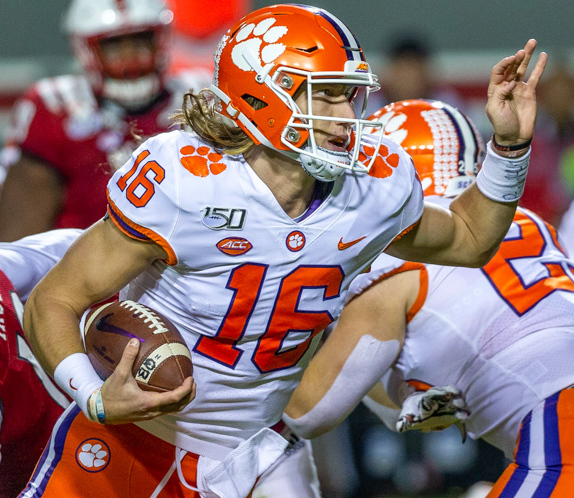
2019年のローレンス

2020年シーズン、最初の6試合で1,833ヤードを投げ、17タッチダウン、2インターセプトを記録した。しかし2020年10月30日、COVID-19の陽性反応が出たことにより、ACCのプロトコルに従い10日間の隔離を受けた。復帰までに2試合を欠場したが、チームに復帰後、2020年シーズンから採用されたディビジョンレス方式において2位となり、クレムソン大学を再びACCチャンピオンシップに導いた。その後プレイオフの出場権を獲得したが、準決勝であるシュガーボウルでオハイオ州立大学に敗れた。
しかし、この年のACCの年間最優秀選手に選ばれ、さらにハイズマン賞の投票では、アラバマ大学のWR、デヴォンタ・スミスに次いで2位となった。
| Clemson Tigers | Clemson Tigers | Clemson Tigers | Clemson Tigers | Clemson Tigers | Clemson Tigers | Clemson Tigers | Clemson Tigers | Clemson Tigers | Clemson Tigers | Clemson Tigers | Clemson Tigers | Clemson Tigers | Clemson Tigers | Clemson Tigers | Clemson Tigers |
| 年度           | 試合           | 試合           | 試合           | パス           | パス           | パス           | パス           | パス           | パス           | パス           | ラン           | ラン           | ラン           | ラン           |                |
| 年度           | 出場           | 先発           | 結果           | 成功           | 試投           | 獲得ヤード     | 成功確率       | TD             | Int            | レイティング   | 回数           | 獲得ヤード     | 平均獲得ヤード | TD             |                |
| -------------- | -------------- | -------------- | -------------- | -------------- | -------------- | -------------- | -------------- | -------------- | -------------- | -------------- | -------------- | -------------- | -------------- | -------------- | -------------- |
| 2018           | 15             | 11             | 11−0           | 259            | 398            | 3,280          | 65.2           | 30             | 4              | 157.6          | 60             | 177            | 3.0            | 1              |                |
| 2019           | 15             | 15             | 14−1           | 268            | 407            | 3,665          | 65.8           | 36             | 8              | 166.7          | 103            | 563            | 5.5            | 9              |                |
| 2020           | 10             | 10             | 9−1            | 231            | 334            | 3,153          | 69.2           | 24             | 5              | 169.2          | 68             | 203            | 3.0            | 8              |                |
| 通算           | 40             | 36             | 34−2           | 758            | 1,138          | 10,098         | 66.6           | 90             | 17             | 164.3          | 231            | 943            | 4.1            | 18             |                |

### ジャクソンビル・ジャガーズ
ローレンスは大学4年生には進学せず、2021年のNFLドラフトにアーリーエントリー。2021年4月29日（日本時間30日）に行われたドラフトではフロリダ州ジャクソンビルに本拠を置く、ジャクソンビル・ジャガーズに全体1位で指名された。

#### 2021年シーズン
ローレンスはヒューストン・テキサンズとの開幕戦のQBに指名され、プロデビューを果たした。試合は3TDを挙げるも3インターセプトを喫し、21-37で敗れた。第4週のシンシナティ・ベンガルズ戦では、2020年1月に行われたカレッジフットボール全米王座決定戦以来となる相手QBジョー・バロウとのマッチアップとなったが、21-24で敗れた。第6週のトッテナム・ホットスパー・スタジアムで行われたマイアミ・ドルフィンズ戦でプロ初勝利を挙げた。
このシーズンはルーキーQBとしてはニューイングランド・ペイトリオッツ所属のマック・ジョーンズに次ぐパス3,641ヤードを獲得するも、リーグワーストとなる17インターセプトを喫した。チームも開幕5連敗のあと第10週から8連敗を喫するなど3勝14敗でNFL全体で最下位であった。

#### 2022年シーズン
2年目の2022年シーズン、第3週のロサンゼルス・チャージャーズ戦ではタッチダウンパス3回・パス262ヤード・39回中29回パス成功でQBレーティングを115.5という成績でキャリア初の週間MVPを受賞した。しかしこの翌週から5連敗を喫し、バイウィークまでの序盤は3勝7敗と苦しんだ。4勝8敗で迎えた第14週のテネシー・タイタンズ戦ではパス42回中30回成功・368ヤード・4タッチダウン・パサーレーティング121.9を記録し、2度目の週間MVPに輝いた。翌週のダラス・カウボーイズ戦では10-27からの逆転勝利を演出、さらに続く2試合にも連勝し4連勝を達成した。プレーオフ進出を賭けたシーズン最終戦のタイタンズ戦ではパス212ヤード・1タッチダウンの内容でチームも20–16で勝利。チームのポストシーズン進出と5年振りの地区優勝を決めた。このシーズンは全試合に先発し、パス4,113ヤード獲得・25タッチダウン・8インターセプト・レイティング95.2、9勝8敗という成績でチームを地区優勝に導いた。
自身初のポストシーズン試合となったワイルドカードゲームではチャージャーズと対戦。前半では4つのインターセプトを喫し、一時27点のビハインドを負う苦しい展開となった。しかし前半終了間際にタッチダウンをあげると、一転して後半は調子を取り戻しパス211ヤード・3タッチダウンを獲得。チームもラスト3秒でKのライリー・パターソンが決勝フィールドゴールを成功させ、31-30で逆転勝利を収めた。次戦・ディビジョナルラウンドのカンザスシティ・チーフス戦ではパス39回中24回成功・217ヤード・タッチダウン1回・インターセプト1回という成績を残したが20-27で敗れた。
シーズン終了後、スーパーボウルに出場するパトリック・マホームズの代替としてプロボウルに選出された。

#### 2023年シーズン
2023年シーズンは4試合を途中で退くなど怪我を抱えながらプレーし、チームもプレーオフ出場を逃した。

#### 2024年シーズン
2024年4月29日、チームから5年目の契約オプションを行使された。6月13日、ジャガーズと5年2億7,500万ドルの契約延長に合意した。年俸5,500万ドルはジョー・バロウと並んで当時の史上最高額となった。
2024年シーズンは第13週のテキサンズ戦でタックルを受けた際に脳震盪の症状を起こして試合から退場を余儀なくされた。その後、元々怪我を抱えていた部位であった左肩の手術を受けシーズンエンドとなった。

## 詳細情報

### 年度別成績

#### レギュラーシーズン
| 年度    | チーム  | 背 番 号 | 試合 | 試合 | パス      | パス      | パス      | パス        | パス             | パス | パス | パス          | ラン      | ラン        | ラン        | ラン |
| 年度    | チーム  | 背 番 号 | 出場 | 先発 | 成功 回数 | 試投 回数 | 成功 確率 | 獲得 ヤード | 平均 獲得 ヤード | TD   | Int  | レイテ ィング | 試行 回数 | 獲得 ヤード | 獲得 ヤード | TD   |
| ------- | ------- | -------- | ---- | ---- | --------- | --------- | --------- | ----------- | ---------------- | ---- | ---- | ------------- | --------- | ----------- | ----------- | ---- |
| 2021    | JAX     | 16       | 17   | 17   | 359       | 602       | 59.6      | 3,641       | 6.0              | 12   | 17   | 71.9          | 73        | 334         | 4.3         | 2    |
| 2022    | JAX     | 16       | 17   | 17   | 387       | 584       | 66.3      | 4,113       | 7.0              | 25   | 8    | 95.2          | 62        | 291         | 4.7         | 5    |
| 2023    | JAX     | 16       | 16   | 16   | 370       | 564       | 65.6      | 4,016       | 7.1              | 21   | 14   | 88.5          | 70        | 339         | 4.8         | 4    |
| 2024    | JAX     | 16       | 10   | 10   | 172       | 284       | 60.6      | 2,045       | 7.2              | 11   | 7    | 85.2          | 26        | 119         | 4.6         | 3    |
| NFL:3年 | NFL:3年 | NFL:3年  | 60   | 60   | 1,288     | 2,034     | 63.3      | 13,815      | 6.8              | 69   | 46   | 85.0          | 231       | 1,083       | 4.7         | 14   |

- 2024年度シーズン終了時
- 太字は自身最高記録
- ■は各年度のリーグ最高記録